# Isla Culross
La isla Culross (en inglés: Culross Island) es una isla en la parte sur de Alaska, en los Estados Unidos de América. Se encuentra en el golfo de Alaska, en la entrada del Prince William Sound, en su extremo nororiental, justo al lado de la esquina noreste de la península de Kenai, separada de ella por el pasaje Culross. La isla Culross tiene una superficie de 74,709 km² y no tenía población residente en el censo de los Estados Unidos de 2000. La isla está en el área delimitada del bosque nacional Chugach.